# 油頁岩經濟學
油頁岩經濟學（英語：Oil shale economics）談論的是油頁岩開採的經濟可行性。油頁岩經濟學通常被理解為開採油頁岩，之後提煉頁岩油的經濟學，但更廣泛的是評估油頁岩的整體使用情況，例如燃燒油頁岩來發電，在乾餾油頁岩、把頁岩油升級過程中產生副產品，和需要大量用水等方面，都包含在內。
油頁岩的經濟可行性在很大程度上取決於常規石油的市場價格，以及其在未來一段時間內可維持在一定水準的假設。作為種發展中的燃料，通常因為項目規模小和要使用專業技術，這種油料的生產和加工成本因此會很高。全面開發頁岩油生產項目需要大量投資，如果油價下跌，生產頁岩油的成本超過他們得以販售的價格，會讓業者蒙受損失。
由於全球油價經常波動，加上高昂的資本支出，很少有油頁岩儲藏可在沒補貼的情況下進行有經濟效益的開發。但有些國家，如愛沙尼亞、巴西和中國已長期擁有油頁岩產業，而其他有些國家，包括澳大利亞、美國、加拿大、約旦、以色列和埃及，正在考慮建立或是重啟這個產業。
頁岩油的生產成本從每桶高達95美元到每桶低到25美元均有，但對後者的數字，並無新資料可確認。由於世界油價在1980年代初期暴跌（參見1980年代石油過剩）讓這個產業發生過重大損失，業界目前正採取謹慎的態度往前行。

## 頁岩油損益兩平價格

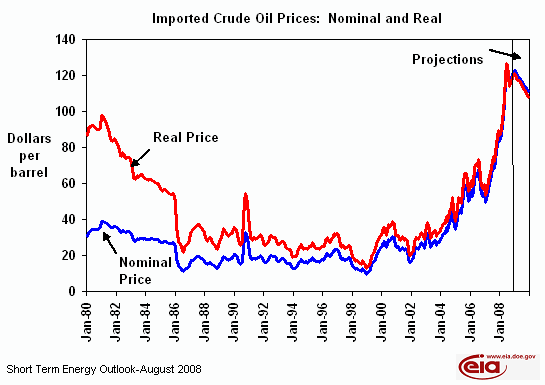
1980年-2008年間真實及名目石油價格。

只有特定地區的頁岩油生產成本低於常規石油，或是低於其他替代品時，才有成功的可能。美國能源部估計，當世界平均油價持續高於每桶54美元時，異地工藝（ex situ）就具有經濟價值，而在價格高於每桶35美元的情況下，原位工藝（in situ）即具有經濟價值（投資回報率均設定為15%）。國際能源署根據各種試點項目所得的資料估計，投資和運營成本將與加拿大阿薩巴斯卡油砂的投資和運營成本相似，表示按當前成本，每桶60美元以上的價格將可產生經濟利益。此數字未把碳定價列入考慮，否則會增加額外成本。根據國際能源署《2010年世界能源展望》中介紹的新政策情景，預到2035年排放的每噸二氧化碳的價格為50美元，每桶頁岩油的成本會因此額外增加7.50美元。
根據智庫蘭德公司所做的調查，在一個美國假設的地上乾餾綜合組成（包括礦山、乾餾廠、升級廠、配套公用設施和廢油頁岩回收），生產頁岩油的成本（依據2005年的美金價值作調整）會落在每桶70-95美元（440-600美元/立方米）。蘭德公司的估計把油母質的品質和提煉效率都列入考慮。只有世界原油價格維持在這水準上，經營者才能獲利。這項分析還談及當綜合組成建立後，加工成本會下降的進程。當產量首次達到5億桶（79×106立方米）後，成本將降低35-70%。假設商業生產開始後，每年產量增加25,000桶/天（4.0×103立方米/天），那麼在12年內的成本將預計下降到每桶35-48美元（220-300美元/立方米） 。在達到10億桶（160×106立方米）的里程碑後，成本將進一步下降至每桶30-40美元（190-250美元/立方米）。
殼牌公司在2005年宣布其原位開採工藝所產，在每桶30美元以上的市場價格（190美元/立方米）即可獲利。但殼牌在2007年報告稱其工法需另建地下凍結牆，以遏制地下水污染，成本會顯著增加。 由於殼牌的商業規模生產預定要到2025年才能實現，因此能達到經濟化的實際價格仍不明朗。
澳大利亞昆士蘭能源公司在其斯圖爾特油頁岩項目的估計，當達到全面生產規模時，每桶輕質原油的成本預計在11.3美元至12.4美元之間（資本投入和30年的運營成本均列入考慮）。但此項目因涉及環境問題而引起環保人士的強烈抗議，而被擱置。
由Viru Keemia Grupp控股（VKG）計畫採用的Alberta Taciuk工藝，假設世界原油價格為每桶21美元或更高時，在30%產能運作下即能獲利。於50%產能運作時，在每桶18美元的價格即可獲利，如果是於滿負荷的情況下，在每桶13美元的價格即可獲利。但VKG採用的不是Alberta Taciuk工藝，而是Galoter工藝，相關生產/價格水準並未披露。據傳中國撫順工藝的生產成本低至每桶不到25美元，但並無最新資料證實這一數字。

## 投資成本
擬議的美國油頁岩產業與加拿大阿薩巴斯卡油砂產業進行比較（後者在2007年底每天生產超過100萬桶（160×103立方米/天）石油），指出“第一代的設備在技術和經濟上都是最困難的”。根據美國能源部的數據，在1980年代每天生產100,000桶（16,000立方米/天）的異地加工設施成本（按2005年的價格計算）需要80-120億美元。同樣按2005年的價格估計，投資成本為30–100億美元。
VKG所建年產10萬噸頁岩油的新乾餾廠，耗資11億愛沙尼亞克朗（7,030萬歐元）；但它位於既有的生產場地，並使用既有的基礎設施。
蘭德公司假設美國興建產能10萬桶/天（16,000立方米/天）的加工廠，需時12年，若要達到100萬桶/天（160×103立方米/天）的水準，則需至少20年，建造每天產能300萬桶（480×103立方米/天）的加工廠，大約需時30年。

## 過往產業投資
20世紀下半葉，由於常規石油和其他有競爭力的燃料價格低廉，加拿大、蘇格蘭、瑞典、法國、澳大利亞、羅馬尼亞和南非因而停止油頁岩產業。美國在1973年第一次石油危機期間，產業預計油價會維持在每桶70美元的高位，而在油頁岩產業投入大量資金。世界頁岩油產量在1980年達到4,600萬噸的峰值。 由於80年代有廉價常規石油的競爭，讓一些油頁岩投資在經濟上變得無以為繼。1982年5月2日是個所謂的“黑色星期天”，因為埃克森美孚在當天宣布取消其在科羅拉多州名為降落傘的地點附近，金額達到50億美元的殖民地頁岩油項目 ，原因是油價低迷和開支增加。由於業者曾於80年代發生虧損，而不願進行新的投資。但到21世紀初，美國、加拿大和約旦正在規劃或已啟動頁岩油生產試驗項目，澳大利亞也在考慮重啟油頁岩生產。
在石油信息雜誌 (Petrole Informations,ISSN 0755-561X）1972年的報導，頁岩油的生產與煤炭的液化相比，處於不利地位。文章指出，煤炭液化成本更低，可產出更多的液體燃料，對環境的影響更小。文章提出每噸煤可轉化出650升（170美制加侖；140英制加侖）石油，而每噸油頁岩可產出出150升（40美制加侖）的頁岩油，因此該等到煤炭耗盡之後才開採油頁岩。

## 能源使用
衡量開採可行性的一個關鍵指標，是油頁岩產生的能量與其開採和加工過程中所需能量的比率，這種比率稱為“能源投資回報率”(EROEI)。由於多種原因，這種EROEI值難以取得。主因是缺乏現代工藝方面的可靠研究、不完善或缺乏記錄以及僅有為數不多的運作機構。由於開採油頁岩牽涉複雜的技術，其EROEI遠低於常規石油的EROEI（約為20:1）。在1984年所做的一項研究，估計各種已知油頁岩礦藏的EROEI落在0.7–13.3之間。最近的研究，估計油頁岩的EROEI為1-2:1或是2-16:1，取決於內部能源是否被計入成本，或僅將購買的能源計為輸入，而把內部能源排除在外。 殼牌公司在2006年報告其在“Mahogny研究項目（參見殼牌原位開採頁岩油工藝）”中，in situ開採的EROEI可達到3到4之間。 
內能（或稱自能）是油頁岩在轉化過程釋放的能量，可為製程提供動力（例如燃燒而得的副產品 - 油頁岩氣），因此可減少使用其他燃料（外能）。對於是否應把內能列入成本計算，有不同的看法。一種觀點認為內能無機會成本，與使用的外部能源不同，不應計入能源成本。另一種觀點認為，內能用於有用處的工作，因此應列入計算。也可能有人會說內能應該包括在投入資源中，因其會導致二氧化碳排放。但隨後EROEI成為一種衡量環境可接受性，而非經濟可行性的指標。

## 用水量
開發油頁岩，在礦場和工廠、回收、配套基礎設施以及相關的經濟增長，均須大量用水。基於不同的工藝，在地上乾餾作業，通常生產一桶頁岩油要消耗1到5桶水。對於每天生產250萬桶（400×103 立方米/天）的作業，相當於每天要耗用105,000,000–315,000,000美制加侖（400,000–1,190,000立方米/天）的水。這些數字包括原位加熱的發電、乾餾、精煉、回收、粉塵控制和現場工人的用水。與此產業發展相關的人口增長，產生的市政和其他用水需求，每天將需額外5,800萬美制加侖（220,000立方米）的水。因此對每天生產250萬桶的作業，每年需要180,000至420,000英畝-英尺（220,000,000至520,000,000立方米）的水，由設立的地點和採用的工藝而定。
美國最大的油頁岩礦藏位於格林河盆地。當地水資源稀缺，在美國西部，水被視為一種商品，可在競爭激烈的市場上買賣。據報導，殼牌公司為準備在科羅拉多州的礦藏中鑽探，而在當地購買地下水權。在水利項目Colorado Big-Thompson project （簡稱CBT）中，每單位水權的平均價格（0.7英畝-英尺（860立方米）/單位）從1990年的約2,000美元增加到2003年年中的12,000多美元（按2001年美元計算）。2001年至2006年的CBT價格在每單位10,000美元至14,000美元之間（或每英畝-英尺14,000美元至20,000美元之間）。按每英畝-英尺價值10,000美元計算，每天生產250萬桶，在水權的資金成本會落在18-42億美元之間。

## 共同熱裂解
目前已提出的或是經測試的幾種共同熱裂解工藝，目的在提高油頁岩乾餾效率。在愛沙尼亞，已測試的有庫克斯特油頁岩與可再生燃料（木材廢料）以及塑料和橡膠廢料（輪胎）的共同熱裂解。油頁岩與高密度聚乙烯(HDPE) 的共同熱裂解也在摩洛哥和土耳其進行過測試。以色列的AFSK Hom Tov集團把油頁岩與煉油廠殘渣（瀝青）共同熱裂解。有些測試把油頁岩與褐煤和纖維素廢料的一起熱裂解。共同熱裂解依不同反應條件，可能導致更高的轉化率，而把成本降低，並且在某些情況下可解決廢物利用問題。

## 外部連結
- A. Hamburg.  (PDF). Bulletin des Sciences (Estonian Academy Publishers). 2007  [2023-03-01]. ISSN 0208-189X. （原始内容存档 (PDF)于2023-01-04）.